# Elecciones municipales de Huamanga de 2022
Las elecciones municipales de Huamanga de 2022 se llevaron a cabo el 2 de octubre de 2022 para elegir al alcalde y al Concejo Provincial de Huamanga para el periodo 2023-2026. La elección se celebró simultáneamente con elecciones regionales y municipales (provinciales y distritales) en todo el Perú.
En su segundo intento, Juan Arango Claudio (Movimiento Regional AGUA) resultó electo como alcalde provincial de Huamanga, en una elección marcada por el dominio de los independientes en la contienda regional, con una amplia ventaja sobre Luis Ledesma Estrada (Movimiento Regional Wari Llaqta), el favorito en la elección provincial.
Además, el Movimiento Regional AGUA consiguió el gobierno de la mayoría de los distritos de la provincia de Huamanga: diez de los quince distritos. El Movimiento Regional Gana Ayacucho y Alianza por Nuestro Desarrollo obtuvieron el control de dos comunas cada uno. El Movimiento Regional Wari Llaqta, solo en una de ellas.

## Sistema electoral
La Municipalidad Provincial de Huamanga es el órgano administrativo y de gobierno de la provincia de Huamanga. Está compuesta por el alcalde y el Concejo Provincial.
La votación del alcalde y el concejo se realiza en base al sufragio universal, que comprende a todos los ciudadanos nacionales mayores de dieciocho años, empadronados y residentes en la provincia de Huamanga y en pleno goce de sus derechos políticos, así como a los ciudadanos no nacionales residentes y empadronados en la provincia de Huamanga. No hay reelección inmediata de alcaldes.
El Concejo Provincial de Huamanga está compuesto por 11 regidores elegidos por sufragio directo para un período de cuatro (4) años, en forma conjunta con la elección del alcalde (quien lo preside). La votación es por lista cerrada y bloqueada. Se asigna a la lista ganadora los escaños según el método d'Hondt o la mitad más uno, lo que más le favorezca.

## Composición del Concejo Provincial de Huamanga
La siguiente tabla muestra la composición del Concejo Provincial de Huamanga antes de las elecciones.
| Partidos | Partidos                          | Regidores |
| -------- | --------------------------------- | --------- |
|          | Musuq Ñan                         | 7         |
|          | Qatun Tarpuy                      | 2         |
|          | Desarrollo Integral Ayacucho      | 1         |
|          | Movimiento Regional Gana Ayacucho | 1         |

## Elecciones internas
Los partidos políticos realizaron la convocatoria a elecciones internas (15–22 de enero de 2022) para definir a los candidatos de sus organizaciones en listas cerradas y bloqueadas. Se sometieron a elección las candidaturas a:
- Alcaldía Provincial de Huamanga (1 candidatura).
- Concejo Provincial de Huamanga (11 candidaturas).
- Alcaldías distritales de Huamanga (15 candidaturas).
- Concejos distritales de Huamanga (83 candidaturas).

Existen dos modalidades para la organización de las elecciones internas:
- Modalidad de elección directa: con voto universal, libre, voluntario, igual, directo y secreto de los afiliados. Será la modalidad utilizada por Movimiento Regional Wari Llaqta,[7] Alianza para el Progreso,[8] Somos Perú[9] y Movimiento Regional Agua.[7] Las elecciones se realizaron el 15 de mayo de 2022.
- Modalidad de delegados: a través de delegados previamente elegidos mediante voto universal, libre, voluntario, igual, directo y secreto de los afiliados. Será la modalidad utilizada por Movimiento Regional Gana Ayacucho,[7] Perú Libre[10] y Frente de la Esperanza.[11] Las elecciones se realizaron el 22 de mayo de 2022.

## Partidos y candidatos
A continuación se muestra una lista de los principales partidos y alianzas electorales que participan en las elecciones:
| Candidatura | Candidatura | Partidos y alianzas                            | Candidatos | Candidatos                | Ideología                                                          | Resultado previo | Resultado previo | Ref.   |
| Candidatura | Candidatura | Partidos y alianzas                            | Candidatos | Candidatos                | Ideología                                                          | Votos (%)        | Reg.             | Ref.   |
| ----------- | ----------- | ---------------------------------------------- | ---------- | ------------------------- | ------------------------------------------------------------------ | ---------------- | ---------------- | ------ |
|             | GA          | Lista - Movimiento Regional Gana Ayacucho (GA) |            | Germán Martinelli Chuchón | Regionalismo ayacuchano                                            | 10.48%           | 1                | [ 12 ] |
|             | WL          | Lista - Movimiento Regional Wari Llaqta (WL)   |            | Luis Ledesma Estrada      | Regionalismo ayacuchano                                            | 6.52%            | 0                | [ 13 ] |
|             | APP         | Lista - Alianza para el Progreso (APP)         |            | Perci Rivas Ocejo         | Liberalismo económico Conservadurismo liberal Populismo de derecha | 3.69%            | 0                | [ 14 ] |
|             | SP          | Lista - Somos Perú (SP)                        |            | Edwin Ruiz Medina         | Democracia cristiana Conservadurismo social                        | 1.40%            | 0                | [ 14 ] |
|             | PL          | Lista - Perú Libre (PL)                        |            | Danny Ramos Quispe        | Socialismo del siglo XXI Marxismo-leninismo Mariateguismo          | Nuevo            | Nuevo            | [ 14 ] |
|             | FE          | Lista - Frente de la Esperanza (FE)            |            | Magno Sosa Rojas          | Reformismo                                                         | Nuevo            | Nuevo            | [ 14 ] |
|             | ANDE        | Lista - Alianza por Nuestro Desarrollo (ANDE)  |            | Pavel Torres Quispe       | Regionalismo ayacuchano                                            | Nuevo            | Nuevo            | [ 14 ] |
|             | AGUA        | Lista - Movimiento Regional AGUA (AGUA)        |            | Juan Arango Claudio       | Regionalismo ayacuchano                                            | Nuevo            | Nuevo            | [ 12 ] |

## Campaña

### Debates electorales
| Fecha | Organizador | Sede | Moderador/a/es | P Presente S Sustituto A Ausente NI No invitado | P Presente S Sustituto A Ausente NI No invitado | P Presente S Sustituto A Ausente NI No invitado     | P Presente S Sustituto A Ausente NI No invitado | P Presente S Sustituto A Ausente NI No invitado | P Presente S Sustituto A Ausente NI No invitado | P Presente S Sustituto A Ausente NI No invitado | P Presente S Sustituto A Ausente NI No invitado | Ref. |         |          |   |   |        |
| ----- | ----------- | ---- | -------------- | ----------------------------------------------- | ----------------------------------------------- | --------------------------------------------------- | ----------------------------------------------- | ----------------------------------------------- | ----------------------------------------------- | ----------------------------------------------- | ----------------------------------------------- | ---- | ------- | -------- | - | - | ------ |
| Fecha | Organizador | Sede | Moderador/a/es | 3 de agosto                                     | Diario Correo Radio TV Sónica Portal Ayacucho   | Cámara de Comercio de Ayacucho (Ayacucho, Huamanga) |                                                 | P Martinelli                                    | P Ledesma                                       | P Rivas                                         | P Ruiz                                          | Ref. | P Ramos | P Torres | A | A | [ 15 ] |

## Sondeos de opinión
Las siguientes tablas enumeran las estimaciones de la intención de voto en orden cronológico inverso, mostrando las más recientes primero y utilizando las fechas en las que se realizó el trabajo de campo de la encuesta. Cuando se desconocen las fechas del trabajo de campo, se proporciona la fecha de publicación.
Leyenda:
     Sondeo realizado en el periodo de prohibición legal de la difusión de sondeos de intención de voto.

### Intención de voto
La siguiente tabla enumera las estimaciones ponderadas (sin incluir votos en blanco y nulos) de la intención de voto.
| Encuestadora/Medio                                        | Fecha          | Muestra | Juan Arango | Luis Ledesma | Pavel Torres | Germán Martinelli | Danny Ramos | Perci Rivas | Magno Sosa | Edwin Ruiz | Dif. |  |  |  |
| --------------------------------------------------------- | -------------- | ------- | ----------- | ------------ | ------------ | ----------------- | ----------- | ----------- | ---------- | ---------- | ---- |  |  |  |
| Encuestadora/Medio                                        | Fecha          | Muestra |             |              |              |                   |             |             |            |            |      |  |  |  |
| Elecciones municipales de 2022                            | 2 oct 2022     | —       | 31.7        | 26.4         | 18.0         | 14.0              | 2.8         | 2.8         | 2.6        | 1.6        | 5.3  |  |  |  |
|                                                           |                |         |             |              |              |                   |             |             |            |            |      |  |  |  |
| Ipsos Perú/América                                        | 2 oct 2022     | ?       | 34.2        | 23.8         | 18.9         | 13.4              | –           | –           | –          | –          | 10.4 |  |  |  |
| Ipsos Perú/América                                        | 2 oct 2022     | ?       | 32.5        | 29.8         | 11.0         | 16.1              | –           | –           | –          | –          | 2.7  |  |  |  |
| Delfos, Estudios, Investigación y Análisis Socioeconómico | 12–18 sep 2022 | 1614    | 19.5        | 32.9         | 14.9         | 10.2              | 2.9         | 4.3         | 13.0       | 2.2        | 13.4 |  |  |  |
| Delfos, Estudios, Investigación y Análisis Socioeconómico | 1–7 ago 2022   | 1448    | 23.2        | 30.5         | 16.1         | 14.9              | 1.9         | 3.1         | 6.7        | 3.5        | 7.3  |  |  |  |

### Preferencias de voto
La siguiente tabla enumera las preferencias de voto en bruto (incluyendo blancos, viciados y sin respuesta) y no ponderadas.
| Encuestadora/Medio                                        | Fecha          | Muestra | Juan Arango | Luis Ledesma | Pavel Torres | Germán Martinelli | Danny Ramos | Perci Rivas | Magno Sosa | Edwin Ruiz | B/V  | NS/NO | Dif. |  |  |  |
| --------------------------------------------------------- | -------------- | ------- | ----------- | ------------ | ------------ | ----------------- | ----------- | ----------- | ---------- | ---------- | ---- | ----- | ---- |  |  |  |
| Encuestadora/Medio                                        | Fecha          | Muestra |             |              |              |                   |             |             |            |            |      |       |      |  |  |  |
| Elecciones municipales de 2022                            | 2 oct 2022     | —       | 27.3        | 22.7         | 15.5         | 12.1              | 2.4         | 2.4         | 2.2        | 1.4        | 14.0 | –     | 4.6  |  |  |  |
|                                                           |                |         |             |              |              |                   |             |             |            |            |      |       |      |  |  |  |
| Delfos, Estudios, Investigación y Análisis Socioeconómico | 12–18 sep 2022 | 1614    | 18.0        | 30.3         | 13.7         | 9.4               | 2.7         | 4.0         | 12.0       | 2.0        | 3.0  | 4.8   | 12.3 |  |  |  |
| Delfos, Estudios, Investigación y Análisis Socioeconómico | 1–7 ago 2022   | 1448    | 14.3        | 18.8         | 9.9          | 9.2               | 1.2         | 1.9         | 4.1        | 2.1        | 16.0 | 22.4  | 4.5  |  |  |  |

## Resultados

### Sumario general
| |                                        |              |              |              |           |           |
| Partidos y coaliciones                                                                                              | Partidos y coaliciones                 | Voto popular | Voto popular | Voto popular | Regidores | Regidores |
| Partidos y coaliciones                                                                                              | Partidos y coaliciones                 | Votos        | %            | +/−          | Total     | +/−       |
| | Movimiento Regional AGUA (AGUA)        | 45,858       | 31.72        | Nuevo        | 7         | +7        |
| | Movimiento Regional Wari Llaqta (WL)1  | 38,180       | 26.41        | +19.89       | 2         | +2        |
| | Alianza por Nuestro Desarrollo (ANDE)  | 26,001       | 17.98        | Nuevo        | 1         | +1        |
| | Movimiento Regional Gana Ayacucho (GA) | 20,272       | 14.02        | +3.54        | 1         | ±0        |
| | Perú Libre (PL)                        | 4,091        | 2.83         | Nuevo        | 0         | ±0        |
| | Alianza para el Progreso (APP)         | 4,080        | 2.82         | –0.87        | 0         | ±0        |
| | Frente de la Esperanza (FE)            | 3,782        | 2.62         | Nuevo        | 0         | ±0        |
| | Somos Perú (SP)                        | 2,332        | 1.61         | +0.21        | 0         | ±0        |
| |                                        |              |              |              |           |           |
| Total | Total                                  | 144,596      |              |              | 11        | ±0        |
| |                                        |              |              |              |           |           |
| Votos válidos | Votos válidos                          | 144,596      | 85.95        | +3.87        |           |           |
| Votos en blanco | Votos en blanco                        | 10,083       | 5.99         | –0.81        |           |           |
| Votos nulos | Votos nulos                            | 13,544       | 8.05         | –3.07        |           |           |
| Votos emitidos | Votos emitidos                         | 168,223      | 78.44        | –1.58        |           |           |
| Abstenciones | Abstenciones                           | 46,225       | 21.56        | +1.58        |           |           |
| Votantes registrados                                                                                                | Votantes registrados                   | 214,448      |              |              |           |           |
| |                                        |              |              |              |           |           |
| Fuente: |                                        |              |              |              |           |           |
| Notas al pie: 1 Comparado con los resultados de Tecnología de Punta para Ayacucho (TEPA) en las elecciones de 2018. |                                        |              |              |              |           |           |
| Notas al pie: |                                        |              |              |              |           |           |
| 1 Comparado con los resultados de Tecnología de Punta para Ayacucho (TEPA) en las elecciones de 2018.               |                                        |              |              |              |           |           |

### Concejo Provincial de Huamanga
| Cargo                           | Autoridad electa          | Partido político | Partido político                  |
| ------------------------------- | ------------------------- | ---------------- | --------------------------------- |
| Alcalde Provincial de Huamanga  | Juan Arango Claudio       |                  | Movimiento Regional AGUA          |
| Regidor Provincial de Huamanga  | Arturo Chuchon Huamaní    |                  | Movimiento Regional AGUA          |
| Regidora Provincial de Huamanga | Biviana Challapa Zevallos |                  | Movimiento Regional AGUA          |
| Regidor Provincial de Huamanga  | Fredy Quispe Ataucusi     |                  | Movimiento Regional AGUA          |
| Regidora Provincial de Huamanga | Yanet Martínez Roca       |                  | Movimiento Regional AGUA          |
| Regidor Provincial de Huamanga  | César Murillo Calderón    |                  | Movimiento Regional AGUA          |
| Regidora Provincial de Huamanga | Estefani Bañico Ccasani   |                  | Movimiento Regional AGUA          |
| Regidor Provincial de Huamanga  | Grover Torres Tambra      |                  | Movimiento Regional AGUA          |
| Regidora Provincial de Huamanga | Anarella Uribe Tapahuasc  |                  | Movimiento Regional Wari Llaqta   |
| Regidor Provincial de Huamanga  | Jhowao Gómez Granados     |                  | Movimiento Regional Wari Llaqta   |
| Regidor Provincial de Huamanga  | César Meneses Huayanay    |                  | Alianza por Nuestro Desarrollo    |
| Regidor Provincial de Huamanga  | José Urquizo Maggia       |                  | Movimiento Regional Gana Ayacucho |

## Elecciones municipales distritales

### Sumario general
| Partidos y coaliciones | Partidos y coaliciones                 | Voto popular | Voto popular | Voto popular | Alcaldías | Alcaldías |
| Partidos y coaliciones | Partidos y coaliciones                 | Votos        | %            | +/−          | Total     | +/−       |
| --- | -------------------------------------- | ------------ | ------------ | ------------ | --------- | --------- |
| | Movimiento Regional AGUA (AGUA)        | 32,614       | 34.10        | Nuevo        | 10        | +10       |
| | Movimiento Regional Gana Ayacucho (GA) | 20,459       | 21.39        | +9.11        | 2         | +1        |
| | Alianza por Nuestro Desarrollo (ANDE)  | 18,213       | 19.04        | Nuevo        | 2         | +2        |
| | Movimiento Regional Wari Llaqta (WL)1  | 15,805       | 16.52        | +8.22        | 1         | +1        |
| | Alianza para el Progreso (APP)         | 3,997        | 4.18         | –0.36        | 0         | –1        |
| | Perú Libre (PL)2                       | 1,837        | 1.92         | +0.71        | 0         | ±0        |
| | Somos Perú (SP)                        | 1,350        | 1.41         | –0.82        | 0         | ±0        |
| | Frente de la Esperanza (FE)            | 715          | 0.75         | Nuevo        | 0         | ±0        |
| | Acción Popular (AP)                    | 666          | 0.70         | –1.78        | 0         | ±0        |
| |                                        |              |              |              |           |           |
| Total | Total                                  | 95,656       |              |              | 15        | ±0        |
| |                                        |              |              |              |           |           |
| Votos válidos | Votos válidos                          | 95,656       | 86.12        | +2.62        |           |           |
| Votos en blanco | Votos en blanco                        | 8,179        | 7.36         | –1.31        |           |           |
| Votos nulos | Votos nulos                            | 7,237        | 6.52         | –1.30        |           |           |
| Votos emitidos | Votos emitidos                         | 111,072      | 79.88        | –1.68        |           |           |
| Abstenciones | Abstenciones                           | 27,978       | 20.12        | +1.68        |           |           |
| Votantes registrados | Votantes registrados                   | 139,050      |              |              |           |           |
| |                                        |              |              |              |           |           |
| Fuente: |                                        |              |              |              |           |           |
| Notas al pie: 1 Comparado con los resultados de Tecnología de Punta para Ayacucho (TEPA) en las elecciones de 2018. 2 Comparado con los resultados de Perú Libertario (PL) en las elecciones de 2018. |                                        |              |              |              |           |           |
| Notas al pie: |                                        |              |              |              |           |           |
| 1 Comparado con los resultados de Tecnología de Punta para Ayacucho (TEPA) en las elecciones de 2018. 2 Comparado con los resultados de Perú Libertario (PL) en las elecciones de 2018.               |                                        |              |              |              |           |           |

### Resultados por distrito
La siguiente tabla enumera el control de los distritos de la provincia de Huamanga. El cambio de mando de una organización política se resalta del color de ese partido.
| Distrito                          | Alcalde(sa) titular      | Partido político | Partido político             | Alcalde(sa) electo(a)       | Partido político | Partido político               |
| --------------------------------- | ------------------------ | ---------------- | ---------------------------- | --------------------------- | ---------------- | ------------------------------ |
| Acocro                            | Francisco Badajos Vega   |                  | Qatun Tarpuy                 | Mario Dipaz Saez            |                  | Movimiento Regional AGUA       |
| Acos Vinchos                      | Carlos Ayme Simón        |                  | Qatun Tarpuy                 | Óscar Sulca Coronel         |                  | Movimiento Regional AGUA       |
| Andrés Avelino Cáceres Dorregaray | Alcides Ñaña Luján       |                  | Musuq Ñan                    | Edwin Gavilán López         |                  | Movimiento Regional AGUA       |
| Carmen Alto                       | Jesús Llallahui León     |                  | Gana Ayacucho                | Ulises Huamán Flores        |                  | Movimiento Regional AGUA       |
| Chiara                            | Nilo Huaytalla Bautista  |                  | Qatun Tarpuy                 | Ulises Bautista Salvatierra |                  | Wari Llaqta                    |
| Jesús Nazareno                    | David Quispe Bendezú     |                  | Qatun Tarpuy                 | Rodolfo Cáceres García      |                  | Movimiento Regional AGUA       |
| Ocros                             | Jorge Canchari Aguilar   |                  | Qatun Tarpuy                 | Joaquín Dipas Huamán        |                  | Alianza por Nuestro Desarrollo |
| Pacaycasa                         | Fabián Cajamarac Núñez   |                  | Qatun Tarpuy                 | Reinaldo Cuadros Aguado     |                  | Movimiento Regional AGUA       |
| Quinua                            | Mequías Contreras Quispe |                  | Musuq Ñan                    | Reinaldo Cuadros Aguado     |                  | Movimiento Regional AGUA       |
| San José de Ticllas               | Walter Lapa Gómez        |                  | Alianza para el Progreso     | Tito López Mantilla         |                  | Gana Ayacucho                  |
| San Juan Bautista                 | María Palomino Prado     |                  | Musuq Ñan                    | Wilmer Prado Estrella       |                  | Movimiento Regional AGUA       |
| Santiago de Pischa                | Gilbert Rojas Tello      |                  | Musuq Ñan                    | Richard Llactahuamán Quispe |                  | Movimiento Regional AGUA       |
| Socos                             | César Meneses Huayanay   |                  | Desarrollo Integral Ayacucho | Bernabé Janampa Janampa     |                  | Alianza por Nuestro Desarrollo |
| Tambillo                          | Carlos Cabrera Quispe    |                  | Qatun Tarpuy                 | Alfonzo Huamán Flores       |                  | Gana Ayacucho                  |
| Vinchos                           | Efraín Flores Bautista   |                  | Qatun Tarpuy                 | Faustino Flores Meneses     |                  | Movimiento Regional AGUA       |